# Верийское кладбище
Верийское кладбище (груз. ვერის სასაფლაო, арм. Վերայի գերեզմանատուն) — кладбище в Тбилиси, в районе Вера.

## История
Основано в 1836 году.
В 1844 году на средства Давида Тамамшева на кладбище была построена церковь Сурб Хач.
После 1920 года считалось закрытым.
Во время правления Гамсахурдия (14 апреля 1991 года — 6 января 1992 года) захоронения были возобновлены. Кладбищенская церковь была переосвящена в грузинскую православную церковь Святого Пантелеимона.

## Известные захоронения
См. категорию Похороненные на Верийском кладбище
На Верийском кладбище похоронены многие известные тифлисские армяне — первый градоначальник Тифлиса генерал Еремия Арцруни, писатель и педагог Арутюн Туманян, табачный промышленник и фабрикант Михаил Бозарчянц, лингвист, педагог и арменовед Шаан Джрпетян, первый цинкограф Тифлиса Саркис Согомонян, архитектор Гавриил Тер-Микелов, врач Никогайос Худадян.
В 1942 году здесь был похоронен умерший в Тбилиси лидер коммунистической партии Испании Хосе Диас.
Среди похороненных в новое время — олимпийский чемпион Зураб Саканделидзе (1945—2004), скончавшийся в Москве бывший министр внутренних дел и госбезопасности Грузии Шота Квирая, бывшая солистка ансамбля «Мзиури» Кетино Пирцхалава, актёр и певец Вахтанг Кикабидзе.